# Coșești
Coșești is een Roemeense gemeente in het district Argeș.
Coșești telt 5502 inwoners.